# Polysyncraton jugosum
Polysyncraton jugosum is een zakpijpensoort uit de familie van de Didemnidae. De wetenschappelijke naam van de soort is voor het eerst geldig gepubliceerd in 1913 door Herdman & Riddell.